# Бютейдях (Мегіно-Кангаласький улус)
Бютейдях (рос. Бютейдях) — село у Мегіно-Кангалаському улусі Республіки Сахи Російської Федерації.
Населення становить 667 осіб. Належить до муніципального утворення Бютейдяхський наслег.

## Історія
Згідно із законом від 30 листопада 2004 року органом місцевого самоврядування є Бютейдяхський наслег.

## Населення
| 2002 | 2010 | 2012 | 2013 | 2014 | 2015 | 2016 |
| ---- | ---- | ---- | ---- | ---- | ---- | ---- |
| 871  | ↘703 | ↘692 | ↘688 | ↘686 | ↘684 | ↗686 |
| 2017 | 2018 |      |      |      |      |      |
| ↗694 | ↘667 |      |      |      |      |      |